# Jean-Clair Todibo
Jean-Clair Dimitri Roger Todibo, född 30 december 1999 i Cayenne i Franska Guyana, är en fransk fotbollsspelare som spelar för West Ham United.

## Karriär
Den 8 januari 2019 kom Barcelona överens med Toulouse om en övergång för Todibo till den spanska klubben i juli 2019. Klubbarna kom senare överens om att tidigarelägga övergången och den 31 januari 2019 skrev han på ett 4,5-årskontrakt med Barcelona.
Den 15 januari 2020 lånades Todibo ut till Schalke 04 på ett låneavtal över resten av säsongen 2019/2020. Den 5 oktober 2020 lånades Todibo ut till portugisiska Benfica på ett tvåårigt låneavtal. Den 1 februari 2021 lånades Todibo istället ut till franska Nice på ett låneavtal över resten av säsongen. Den 27 juni 2021 blev han klar för en permanent övergång till Nice.
Den 10 augusti 2024 lånades Todibo ut till Premier League-klubben West Ham United på ett säsongslån.